# Sormás
Sormás (horvátul: Šurmaš) község Zala vármegyében, a Nagykanizsai járásban, a Zalai-dombságban, az Egerszeg–Letenyei-dombság területén.

## Fekvése
Nagykanizsa város központjától 6 kilométerre nyugatra, az M7-es autópálya közelében, a 7-es főút mellett található. Déli szomszédjával, Szepetnekkel a 6837-es út köti össze.

## Története
Neve Saramás alakban fordul elő először 1347-ben. E magyar helységnév a kígyóvirág, vadhagyma jelentésű sárma növényre vezethető vissza. Mivel közel fekszik a kulcsfontosságú kanizsai várhoz, sokat szenvedett a hódoltság éveiben; többször teljesen elpusztították.
1347-ben szerepel először oklevelekben Saramás néven, mint a saramási Fábián család birtoka. Sormás a kanizsai vár 1493. évi  urbáriumakor még jelentéktelen falu volt, de 1519-ben már népesnek  mondták, 3 malom is tartozott hozzá. Az 1548. évi török támadás során a falu teljesen elpusztult. A 90 éves török hódoltság alatt több-kevesebb jobbágy lakta, akik török és magyar földesurak számára egyaránt adóztak és robotoltak.
A harcok elmúltával Sormás csak lassan  népesedett be, a lakosság lélekszáma hosszú időn át ingadozott. A jobbágyok földműveléssel, szőlőműveléssel és állattartással foglalkoztak. Szőlőiket az eszteregnyei és homokkomáromi határban művelték. A 18. század  második felében Kanizsa közelségének hatására  a falu gyors fejlődésnek indult.
1798. április 18-án a falu teljesen leégett. Az uraság megtiltotta, hogy boronafalú házakat építsenek,  valamennyiüknek téglából kellett házaikat újjáépíteni.
A falu lakói mindig magyarok és katolikusok voltak, s a szepetneki anyaegyházhoz tartoztak. 1925-től már körjegyzőségi székhely. Iparral 2 kovács, 1 bognár, 2 ács, 2 cipész és egy csizmadia foglalkozott, de dolgozott a falucskában  két molnár, egy mészáros és egy szatócs is. A két hengermalom 12 alkalmazottal működött.

## Közélete

### Polgármesterei
- 1990–1994: Mátyás József (független)[4]
- 1994–1998: Póczai Zoltán (független)[5]
- 1998–2002: Póczai Zoltán József (független)[6]
- 2002–2006: Póczai Zoltán József (független)[7]
- 2006–2008: Póczai Zoltán József (független)[8]
- 2008–2010: Póczai Zoltán József (független)[9]
- 2010–2014: Póczai Zoltán József (független)[10]
- 2014–2019: Pőcze Edit Márta (független)[11]
- 2019–2024: Neubauer Tibor (független)[12]
- 2024– : Neubauer Tibor (független)[1]

A településen 2008. december 14-én időközi polgármester-választást kellett tartani, mert az előző polgármester személye vonatkozásában összeférhetetlenségi körülmény merült fel. A választáson ennek ellenére ő is indult, és meg is nyerte azt.

## Népesség
A település népességének változása:
| Lakosok száma | 872  | 855  | 847  | 830  | 783  | 776  | 757  |
|               | 2013 | 2014 | 2015 | 2021 | 2022 | 2023 | 2024 |

A 2011-es népszámlálás idején a nemzetiségi megoszlás a következő volt: magyar 93,6%, cigány 4,8%, horvát 0,46%, orosz 0,35%. A lakosok 67,9%-a római katolikusnak, 1,44% reformátusnak, 1,44% evangélikusnak, 9,2% felekezeten kívülinek vallotta magát (19,6% nem nyilatkozott).
2022-ben a lakosság 92,7%-a vallotta magát magyarnak, 2,6% cigánynak, 0,9% németnek, 0,5% horvátnak, 0,1-0,1% görögnek, ukránnak és ruszinnak, 2% egyéb, nem hazai nemzetiségűnek (7,2% nem nyilatkozott; a kettős identitások miatt a végösszeg nagyobb lehet 100%-nál). Vallásuk szerint 55% volt római katolikus, 1,5% evangélikus, 1,1% református, 0,4% görög katolikus, 0,1% ortodox, 0,6% egyéb keresztény, 2,2% egyéb katolikus, 6,9% felekezeten kívüli (32,1% nem válaszolt).

## Nevezetességek
- Római katolikus Szent Rókus templom

## Külső hivatkozások
- Sormás az utazom.com honlapján